# Priocca

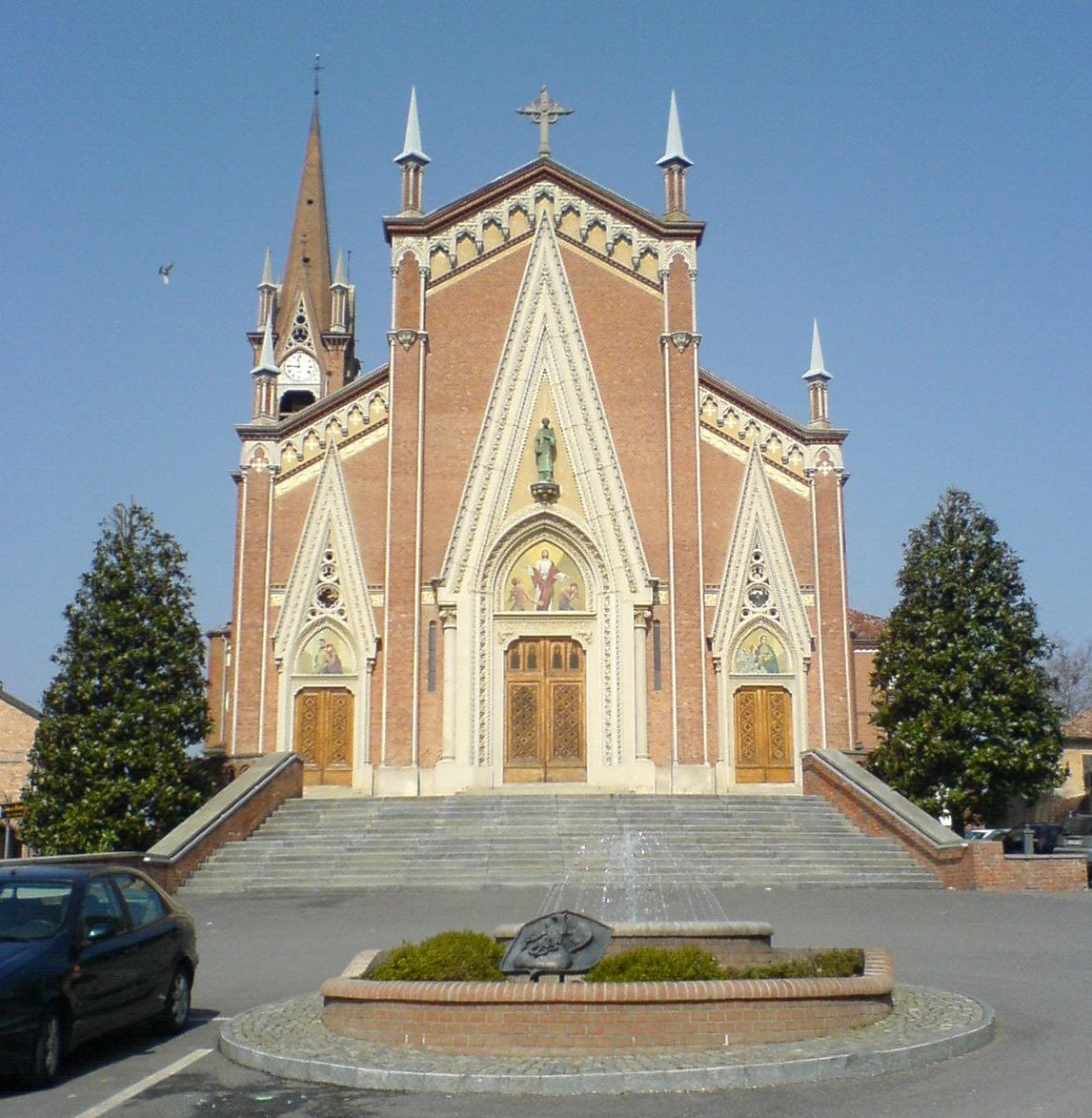
Chiesa di Santo Stefano e fontana al centro della piazza del paese.

Priocca (Peiroca o Prioca in piemontese) è un comune italiano di 2 071 abitanti della provincia di Cuneo in Piemonte. Fa parte della delimitazione geografica del Roero.

## Storia
Il territorio di Priocca è collocato tra il Borbore e il Tànaro e funge da tramite tra le due valli. La zona era inizialmente abitata dai liguri, sulla sponda opposta della tribù rivale degli Statielli, per poi essere popolata dai romani. A partire dal III secolo d.C. la zona subì invasioni barbariche. Dopo il periodo carolingio e la successiva caduta della dominazione dei Franchi, Priocca divenne un feudo del vescovo d'Asti. Nei primi anni del X secolo giunsero i Saraceni, che in una prima incursione avevano già raso al suolo la città di Asti, che rasero al suolo il Colle della Stella. Nell'XI secolo diventò feudo dei Roero di Asti e nella seconda metà del secolo successivo Benedetto Damiano dei Signori di Castellinaldo ottenne l'investitura dei Priocca dal Duca d'Orléans. La famiglia Damiano tenne il feudo di Priocca per oltre tre secoli, sino all'estinzione. Nel XVII secolo Priocca fu coinvolta in molte guerre e la peste del 1630 provocò parecchie vittime tra la popolazione. 

Nel 1813 morì l'ultimo discendente della famiglia Damiano e i feudi passarono ai figli della sorella, sposata con il marchese Annibale Faussone di Clavesana. Il comune acquistò il castello dagli eredi e lo abbatté, ricavandone la piazza. In seguito alle due guerre mondiali, molte famiglie furono costrette a emigrare verso Asti e Alba per cercare lavoro, causando un parziale spopolamento del nucleo abitato. La rinascita dell'economia locale negli anni sessanta ha permesso un ripopolamento dell'area.

## Monumenti e luoghi d'interesse
- Chiesa di Santo Stefano
- Chiesa di San Silverio

## Società

### Evoluzione demografica
Abitanti censiti

### Etnie e minoranze straniere
Secondo i dati Istat al 31 dicembre 2017, i cittadini stranieri residenti a Priocca sono 120, così suddivisi per nazionalità, elencando per le presenze più significative:
1. Romania, 74

## Cultura

### Eventi
- Fiera di primavera: ogni anno, la prima domenica di maggio
- Festa di leva: ogni anno, verso i mesi di aprile/maggio
- Festa di San Rocco: ogni anno, nella seconda metà di agosto

## Economia
A partire dalla fine degli anni sessanta, si è avuto uno sviluppo del settore primario, in particolare artigianato e agricoltura. Nell'area vengono prodotti vini quali il Barbera e il Nebbiolo d'Alba e altre varietà di Roero. Per quanto riguarda il settore secondario, a livello locale operano aziende edili e meccaniche. Infine, il comune promuove il turismo locale.

## Amministrazione
Di seguito è presentata una tabella relativa alle amministrazioni che si sono succedute in questo comune.
| Periodo        | Periodo         | Primo cittadino       | Partito                            | Carica  | Note  |
| -------------- | --------------- | --------------------- | ---------------------------------- | ------- | ----- |
| 5 giugno 1985  | 4 giugno 1990   | Enrico Gastaldi       | Partito Repubblicano Italiano      | Sindaco | [ 7 ] |
| 4 giugno 1990  | 24 aprile 1995  | Giovanni Martino      | Democrazia Cristiana               | Sindaco | [ 7 ] |
| 24 aprile 1995 | 14 giugno 1999  | Marco Perosino        | -                                  | Sindaco | [ 7 ] |
| 14 giugno 1999 | 2 dicembre 2003 | Marco Perosino        | lista civica                       | Sindaco | [ 7 ] |
| 14 giugno 2004 | 8 giugno 2009   | Bartolomeo Squillario | lista civica                       | Sindaco | [ 7 ] |
| 8 giugno 2009  | 26 maggio 2014  | Marco Perosino        | lista civica                       | Sindaco | [ 7 ] |
| 26 maggio 2014 | 27 maggio 2019  | Marco Perosino        | lista civica: impegno rinnovamento | Sindaco | [ 7 ] |
| 27 maggio 2019 | in carica       | Marco Perosino        | lista civica: impegno rinnovamento | Sindaco | [ 7 ] |